# Геологічна документація на свердловину
Геологі́чна документа́ція по свердлови́ні (рос. геологическая документация по бурящейся скважине; англ. geological information used in well drilling; нім. geologische Unterlagen pl der Bohrlöcher) — документи, що характеризують процес буріння свердловини і виконання різних операцій, а саме:
- геолого-технічний наряд — основний проектний документ на буріння свердловини (індивідуальний або типовий), який визначає детальний прогноз геологічної характеристики розрізу, обов'язковий комплекс геологічних і геофізичних досліджень, технологію буріння, досліджень та якість промивальної (бурової) рідини, конструкцію свердловини, інтервали випробовування пластів та перфорації
- первинні документи, які складаються в процесі буріння (добові рапорти по бурінню, колекторські книжки, вахтові журнали тощо), в яких у хронологічному порядку щоденно вносяться відомості про хід буріння, спостереження за промивальною рідиною і нафтогазоводопроявами у свердловині, опускання і цементування колон, випробовування їх на герметичність, перфорацію і результати випробовування, опис кернів, зразків порід, що відібрані ґрунтоносіями, шлаку, аналізів води, нафти і газу і та інше.
- акти на проведення основних операцій при бурінні — про закладання свердловини і здавання точки для буріння; про початок і кінець буріння; про опускання і цементування колон; про випробовування колони на герметичність; про результати випробовування пластів у процесі буріння; про перфорацію колони; про результати випробовування свердловини;
- основні геологічні документи по пробуреній свердловині — буровий журнал, що заповнюється щоденно і відображає весь хід процесу буріння свердловини (проходка, глибина вибою, винос шламу і керна, зміна інструменту, розмір робочого інструменту, якість промивальної рідини, витрати часу на окремі операції, спостереження за свердловиною і т. д.), каротажні криві, геологічний розріз свердловини.